# Ludwigspark
Le Ludwigsparkstadion (plus communément appelé Ludwigspark) est un stade multi-usage situé à Sarrebruck, dans le Land de Sarre, en Allemagne. 
Le stade accueille les rencontres du 1. FC Sarrebruck évoluant en troisième division allemande et des Hurricanes de la Sarre, club de football américain évoluant en première division. Sa capacité était de 35 303 places jusqu'à sa rénovation. Depuis 2020, le stade n'en compte plus que 16 003.

## Galerie

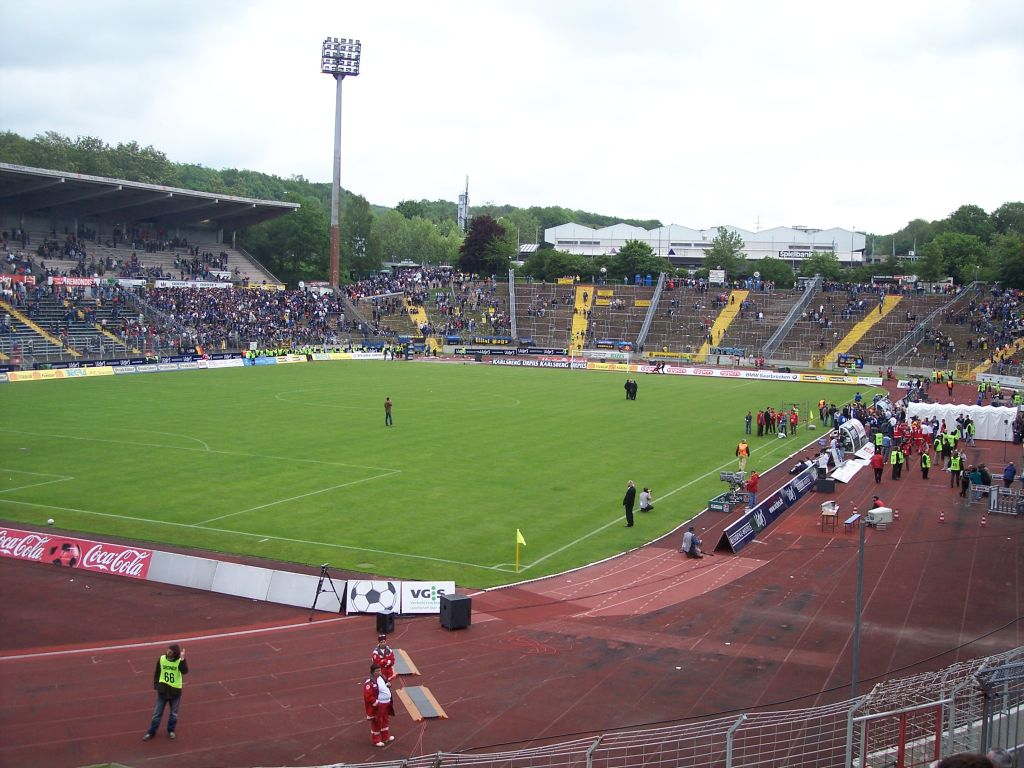
Le stade de 2005
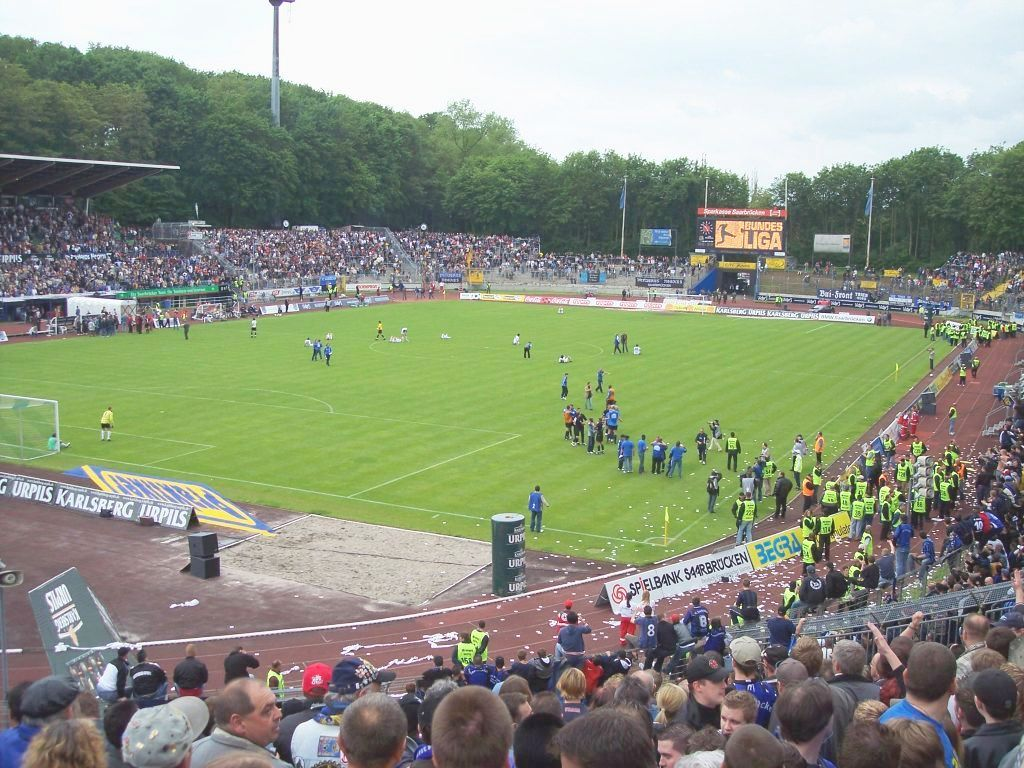
Photo du stade avant un match
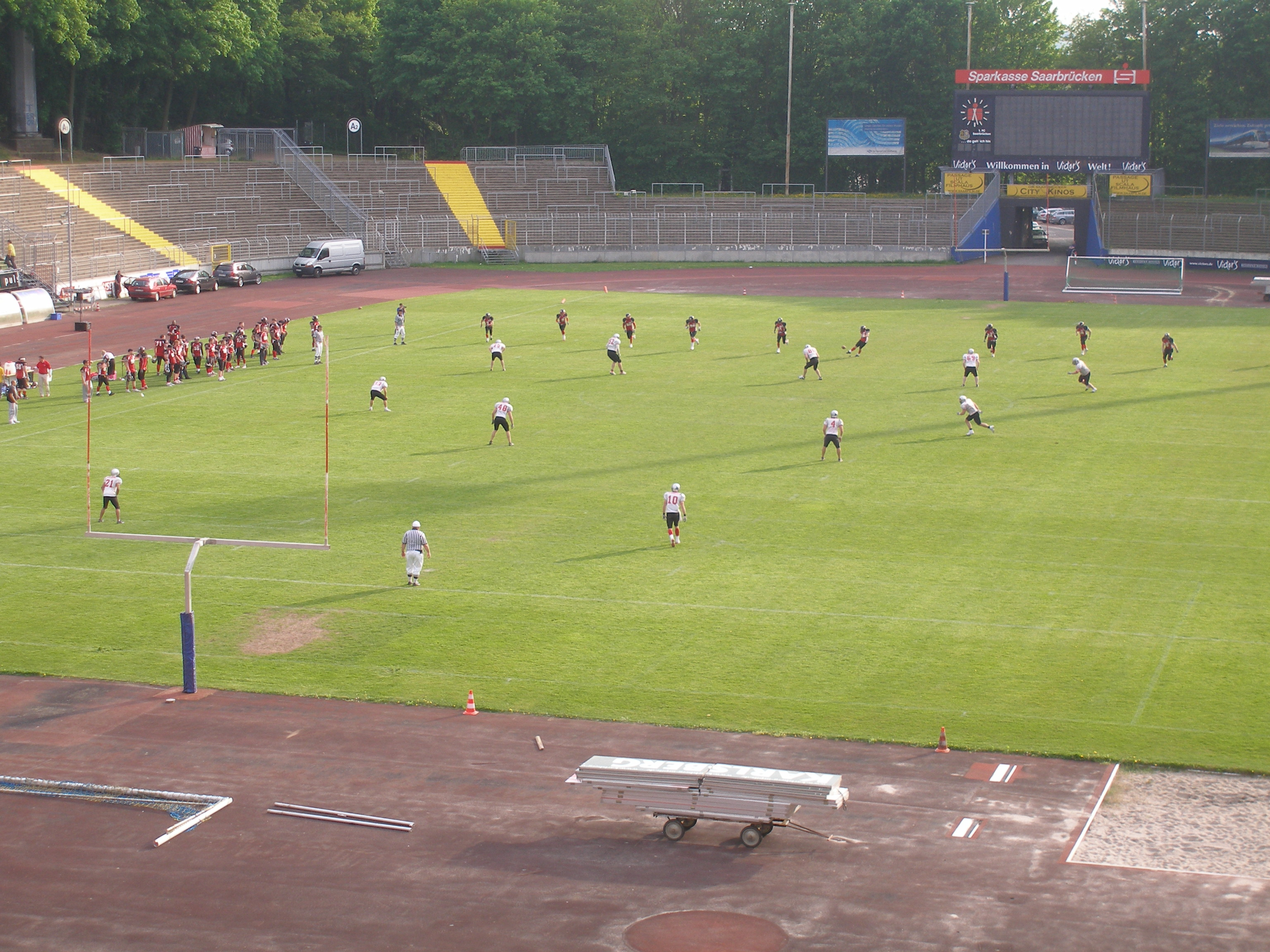
Photo du stade pendant un match de football américain
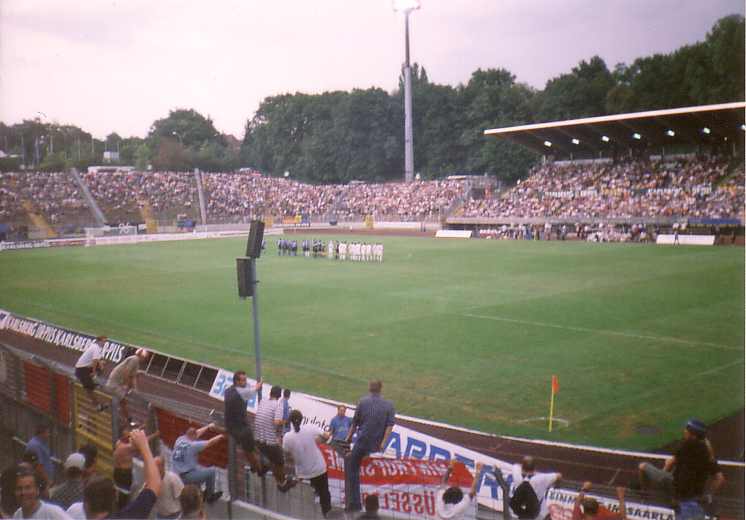
Vue du stade
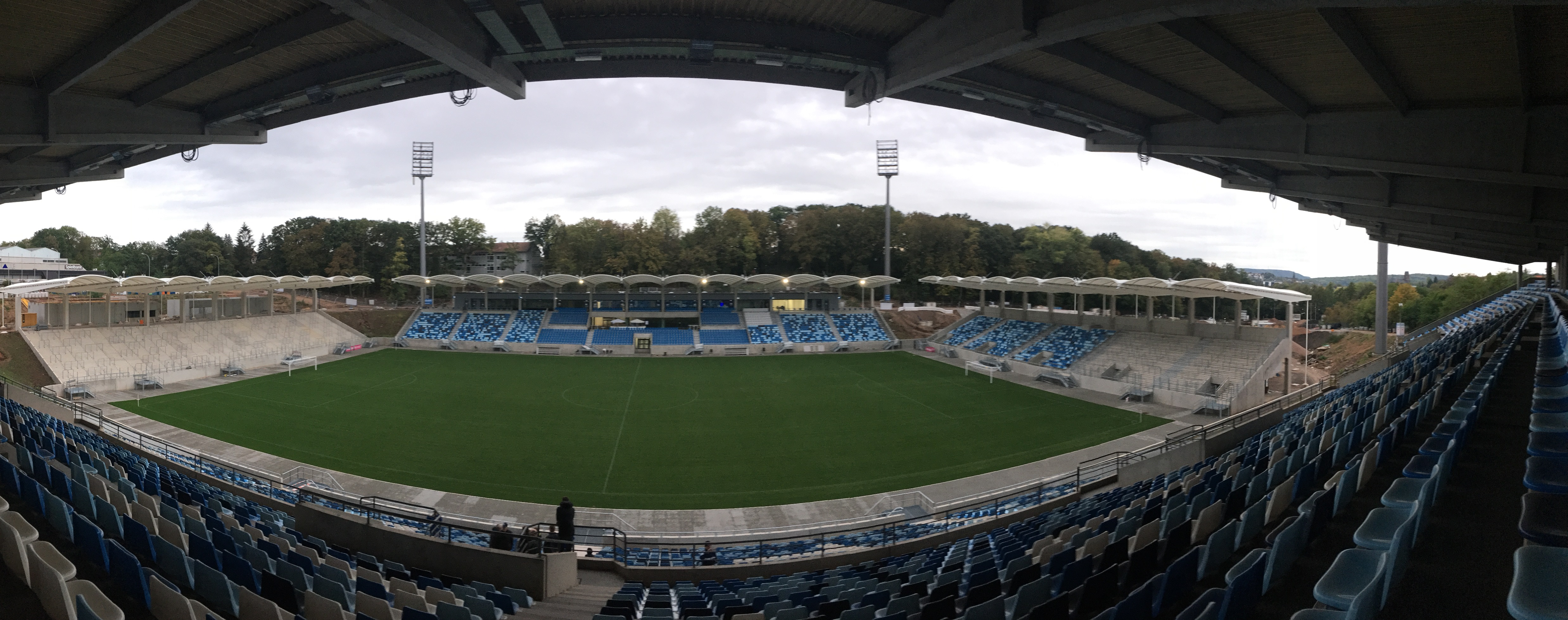
Le Ludwigspark pendant la rénovation (octobre 2020)